# Monument aux morts de la Guerre de 1870 de Buzançais
Le Monument aux morts de la guerre de 1870 est un monument aux morts érigé en 1900 à Buzançais en mémoire des soldats du canton tombés lors la guerre franco-allemande de 1870.

## Localisation
Le monument se trouve dans la partie ouest de l'ancienne place des Jeux, aujourd'hui place Balanant, près du pont sur l'Indre.

## Historique
En 1899, un comité d’érection est créé pour offrir au chef-lieu de canton un monument aux soldats des armées de terre et de mer du canton de Buzançais morts pour la patrie. Les sources indique que le conseil municipal du chef-lieu accorde une subvention de 200 francs. Le comité désigne en avril le sculpteur Ernest Nivet pour entreprendre le monument aux morts. 
Le monument est inauguré le 1er novembre 1900 en présence du préfet, des sénateurs Moroux, Forichon et Ratier ainsi que plusieurs autorités militaires.
Le monument fait l’objet d’une inscription au titre des monuments historiques depuis le 21 décembre 2020.

## Description
La particularité du monument est qu'il est composé d'une stèle assez classique sur laquelle est gravée l’inscription suivante : « Aux enfants du canton de Buzançais morts pour la Patrie ».
La particularité tient à la statue de Pleureuse dont la tête est couchée sur son bras droit et le bras appuyé au socle. Elle représente une mère berrichonne en sabots, vêtue du châle en pointe et d'une coiffe régionale, pleurant ses enfants. Elle tient dans l'autre main une couronne d’immortelles.  La tradition orale veut qu'une habitante de Buzançais,une madame Guillard, ait servi de modèle au sculpteur.